# Oluf Hansen
Oluf Hansen (død 4. oktober 1710 om bord på Dannebrog) var en dansk deputeret i Søetaten.
Om Oluf Hansens herkomst og ungdom ved man intet. Han nævnes, så vidt vides, første gang 1680 som sekretær hos Vincents Joachim Hahn
på Abrahamstrup (Jægerspris) og synes at have været den ledende i godsets dygtige og kraftige administration. Da dette efter Hahns død atter gik over til Kronen, forestod han overleveringen og optrådte tillige som stedfortræder for sin gamle herres arvinger.
Ved Hahns svigersøn, storkansler Conrad Reventlows protektion kom han ind i statstjenesten, blev 1680 proviantskriver ved Københavns Proviantgård og fik ikke længe efter ansættelse i Zahlkammeret. I den periode, da finanserne under Peter Brandts styrelse var i største forvirring, beklædte han fra 1685 til 1691 embedet som oberzahlmester. 1690 blev han udnævnt til deputeret i Søetaten og var derefter hovedsagelig virksom i denne gren af forvaltningen. Forfremmet til etatsråd 1700 fulgte han i maj samme år Ulrik Christian Gyldenløve med den eskadre, der sendtes til Østersøen for at hindre den svenske flåde i at løbe ud fra Carlskronas havn. I alle vigtige anliggender skulle han sammen med admiral Mathias von Paulsen tjene Gyldenløve som rådgiver og havde tillige det hverv at visitere skibene, påse folkenes behandling og føre korrespondancen med Generalkommissariatet. Disse forretninger påhvilede ham endnu 1709, da han ved krigens udbrud som deputeret i Generalkommissariatet ledsagede den danske eskadre, der i november afsejlede fra København. Som tilsynshavende med regnskabet skulle han have øje med mandskabets fornødenheder. En del af ansvaret for den slette forfatning, mangel på proviant og klæder, der herskede om bord, må således falde tilbage på ham. Oluf Hansen var en mand i sin kraftigste alder, da han 4. oktober 1710 under søslaget i Køge Bugt om bord på Dannebrog endte sine dage.
Han havde den 4. februar 1686 ægtet Anna Cæcilie Bøfke (født 9. januar 1668, død 21. marts 1743), med hvem han levede i barnløst ægteskab. Hans betydelige formue gik over til arvingerne efter hans broder, amtsforvalter, godsejer til Ullerup på Mors Jens Hansen (1642-1719), i Thisted.